# Booker (film)
Booker is een Amerikaanse biografische televisiefilm uit 1984, onder regie van Stan Lathan met in de hoofdrollen Shavar Ross, CCH Pounder, Thalmus Rasulala, Shelley Duvall en Judge Reinhold. De film volgt het vroege leven van burgerrechtenactivist Booker T. Washington.

## Verhaal
De 9-jarige Booker (Shavar Ross) begeleidt de plaatselijke lerares (Shelley Duvall) naar haar schooltje, maar als zwarte slaaf kan hij niet met de blanke kinderen naar school. Thuis werkt hij met zijn familie op het land. De blanke eigenaar van de boerderij pakt de slaven hard aan om gewassen te verbouwen voor de rebellen tijdens de Amerikaanse Burgeroorlog, maar de Yankees zijn aan de winnende hand. Na de oorlog vertrekken Booker en zijn familie naar West Virginia om zich bij zijn stiefvader te voegen, maar niet voordat de lerares zijn leergierigheid verder aanwakkert.
In de nieuwe stad is het leven niet veel beter. In plaats van op het land te werken voor kost en inwoning, werken Booker en zijn familieleden in een zoutmijn voor een hongerloon dat wordt uitgekeerd door corrupte voormannen. Maar er is een zwarte man (LeVar Burton) in de stad, een veteraan van de Union Army, die kan lezen. Dat zet het scenario in gang dat zal eindigen met de lokale predikant die publiekelijk voorleest uit de Schrift en de jonge Booker uit Ralph Waldo Emerson.
Booker T. Washington groeide later uit tot een prominent figuur in de Amerikaanse geschiedenis, onder andere als oprichter van het Tuskegee Institute (de huidige Tuskegee-universiteit).

## Rolverdeling
| Acteur           | Personage            |
| ---------------- | -------------------- |
| Shavar Ross      | Booker T. Washington |
| CCH Pounder      | Jane                 |
| Thalmus Rasulala | Wash                 |
| James Bond III   | John                 |
| Shelley Duvall   | Laura Burroughs      |
| Judge Reinhold   | Newt Burroughs       |
| Julius Harris    | Lee                  |
| LeVar Burton     | William Davis        |
| Mel Stewart      | Reverend Rice        |
| Marian Mercer    | Mrs. Ruffner         |
| Jim Haynie       | Wheeler              |